# Hawker P.1121
Hawker P.1121 là một thiết kế máy bay tiêm kích siêu âm không được chế tạo của Anh. P.1121 được trang bị một trong các loại động cơ sau: de Havilland Gyron, Bristol Olympus và Rolls-Royce Conway, nó được thiết kế bởi đội thiết kế do Sydney Camm đứng đầu, sử dụng nguồn vốn từ công ty, thiết kế P.1121 nhằm đáp ứng Yêu cầu vận hành (OR.339) của Bộ hàng không Anh. Đến năm 1958, đề án P.1121 bị ngừng lại.

### Máy bay có tính năng tương đương
- Nord 1500 Griffon